# Tangry
Tangry là một xã ở tỉnh Pas-de-Calais, vùng Hauts-de-France của Pháp.

## Địa lý
Tangry tọa lạc 25 dặm (40,2 km) về phía tây bắc Arras, tại giao lộ của các tuyến đường D70, D77 và D99.

## Dân số
| 1962                                                         | 1968 | 1975 | 1982 | 1990 | 1999 | 2006 |
| ------------------------------------------------------------ | ---- | ---- | ---- | ---- | ---- | ---- |
| 266                                                          | 269  | 255  | 242  | 248  | 227  | 244  |
| Số liệu điều tra dân số từ năm 1962: Dân số không tính trùng |      |      |      |      |      |      |

## Địa điểm nổi bật
- Nhà thờ St.Omer, thế kỷ 16.